# Dalkey (stacja kolejowa)
Dalkey (ang: Dalkey railway station, irl: Stáisiún Dheilginis) – stacja kolejowa w miejscowości Dalkey, w hrabstwie Dún Laoghaire-Rathdown, w Irlandii. Znajduje się na Dublin to Rosslare Line. Stacja jest zarządzana i obsługiwana przez Iarnród Éireann przez pociągi DART.

## Historia
Stacja została otwarta 10 lipca 1854 roku i została zamknięta dla ruchu towarowego 30 marca 1964. Stacja była poprzedzona przez Dalkey Atmospheric Railway, którą otwarto w dniu 29 marca 1844 roku i zamknięto 12 kwietnia 1854 roku. Kasa jest otwarta od 07:00 do 10:00, od poniedziałku do piątku.

## Linie kolejowe
- Dublin to Rosslare Line